# Лаврська вулиця
Ла́врська ву́лиця — вулиця у Печерському районі міста Києва, місцевості Звіринець, Печерськ, частково Наводничі. Пролягає від площі Слави до Наводницької площі.
Прилучаються Лаврський провулок, вулиці Цитадельна, Добровольчих батальйонів, Козятинська, Новонаводницький провулок та Запечерна, Редутна вулиця.

## Історія
Виникла на відомому з часів Київської Руси Іванівському шляху, що сполучав Поділ з Печерськом та Києво-Печерською лаврою. На картах Києва кінця XIX — початку XX століття позначена як Дорога на Лавру. У 1919 році вулиця отримала назву Січне́вого повстання, на відзнаку збройного повстання робітників заводу «Арсенал» проти Центральної Ради у січні 1918 року. На карті міста 1947 року позначена як 1-ша Цитадельна вулиця, пізніше — знову приєднана до вулиці Січневого повстання. У 1981 році до вулиці Січневого повстання було приєднано Новонаводницьку вулицю.
До кінця 1940-х — початку 1950-х років вулиця Січневого повстання на відтинку від площі Слави до Києво-Печерської Лаври залишалася незабудованою. У 1997 році депутатами Київради було проголосоване рішення перейменувати вулицю Січневого повстання, яка мала отримати назву вулиця Івана Мазепи
У 2007 році вулицю Січневого повстання було перейменовано на вулицю Івана Мазепи, на честь гетьмана Івана Степановича Мазепи-Колодинського.
Сучасна назва — з 2010 року, коли було відокремлено частину вулиці Івана Мазепи від площі Слави до площі Героїв Великої Вітчизняної війни (нині — Наводницька площа) під новою назвою - Лаврська. Такі зміни імовірно пов'язані зі візитом Патріарха Кирила до Києво-Печерської Лаври 27 липня 2010 року.
8 липня 2016 розпочато збір підписів під петицією про повернення імені Івана Мазепи частині вулиці, що пролягає від площі Слави до площі Героїв Великої Вітчизняної війни. Петиція не набрала необхідної для розгляду кількості підписів.
У 2025 році фахівці столичної Комісії з найменувань погодили повернення вулиці Лаврській попередньої назви на честь гетьмана Івана Мазепи.

## Будівлі
Серед найвизначніших будівель:
- буд. 5 (кол. Мазепи, 15) — Церква Спаса на Берестові. Назва походить від села Берестово, резиденції київських князів. Також тут знаходиться галерея мистецтва Києво-Печерської Лаври;
- буд. 9 (кол. Мазепи, 21) — Києво-Печерська лавра;
- в буд. 14 протягом 1932—1938 років проживав художник та реставратор Микола Касперович
- буд. 14 — Церква Феодосія Печерського;
- буд. 15 (кол. Мазепи, 25) — Київська духовна академія і семінарія УПЦ МП;
- буд. 17 (кол. Мазепи, 27) — Храм Воскресіння Господня;
- буд. 19 (кол. Мазепи, 29) — Музей Івана Гончара
- буд. 27 — Музей історії України у Другій світовій війні;

## Музеї
- Національний Києво-Печерський історико-культурний заповідник
- Галерея мистецтв «Лавра»
- Музей книги та друкарства України
- Музей театрального, музичного, кіно-мистецтва
- Музей українського народного декоративного мистецтва
- Скарбниця Національного музею історії України
- Музей мікромініатюр Миколи Сядристого
- Комплекс «Мистецький арсенал»
- Музей Івана Гончара
- Галерея «Світлиця»
- Національний музей історії України у Другій світовій війні
- Центральний музей прикордонних військ [10]
- Національний музей «Меморіал пам'яті жертв голодоморів в Україні»

## Пам'ятники
- Меморіал Вічної Слави

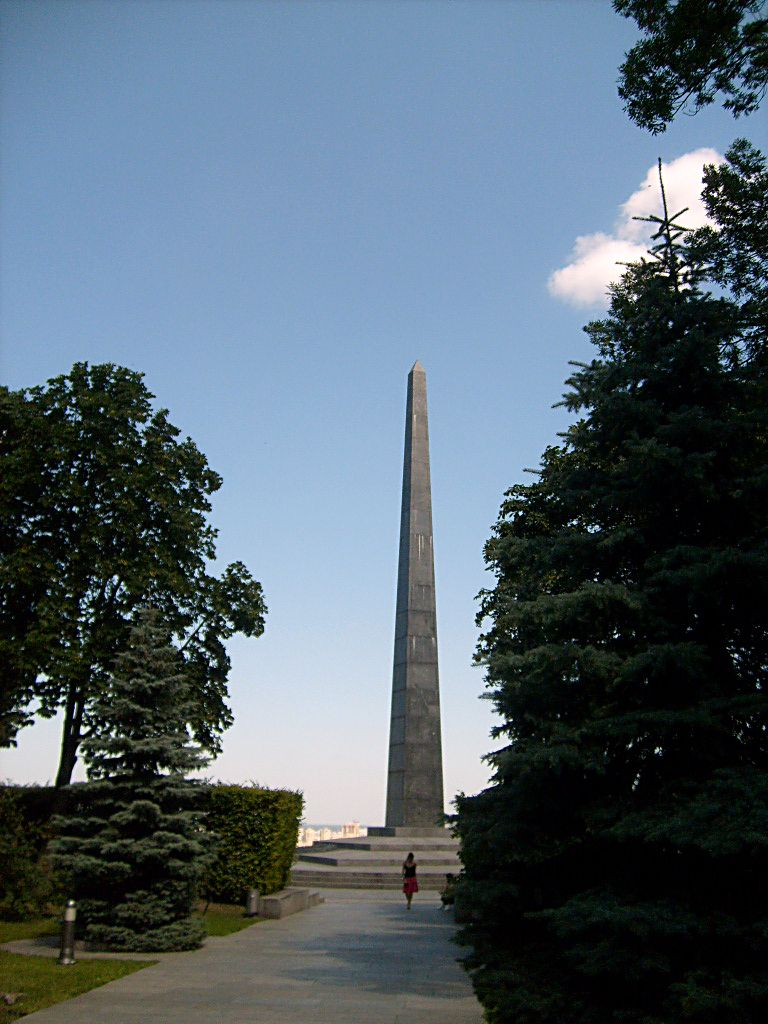
Вигляд на обеліск пам'ятника Вічної Слави

- Меморіал «Червона стрічка» (створювався з метою привертання уваги до проблеми вірусу імунодефіциту людини у 2001 році
- Пам'ятник воїнам-афганцям

## Меморіальні дошки
- буд. № 9, к. 25 (церква святого Миколи) — меморіальна дошка на честь давньоруського лікаря Агапіта (кінець XI — початок XII ст.). Виготовлена у вигляді бронзового барельєфу за проектом скульптора О. В. Молдаван-Фоменко та архітектора Т. Г. Довженка, відкрита у 1982 році.
- буд. № 9 (Успенський собор) — меморіальна дошка на честь давньоруського художника Алімпія (кінець XI — початок XII ст.). Виготовлена у вигляді бронзового барельєфу за проектом скульптора Ю. К. Скобликової та архітектора Т. Г. Довженка, відкрита у 1982 році.
- буд. № 5 (церква Спаса на Берестові) — меморіальна дошка на місці поховання Юрія Долгорукого. Виготовлена з мармуру.
- буд. № 9, к. 12 (Києво-Печерська лавра, келії соборних старців) — меморіальна дошка на честь давньоруського літописця Нестора (кінець XI — початок XII ст.). Виготовлена у вигляді бронзового барельєфу за проектом скульптора А. С. Фуженка та архітектора Т. Г. Довженка. Відкрита 14 вересня 1982 року.
- буд. № 9, к. 6 — меморіальна дошка на честь засновника та директора Музею України Павла Платоновича Потоцького (1857–1938), який жив і працював у цьому будинку у 1927–1938 роках. Виготовлена з граніту.
- буд. № 15, к. 52 (Церква Різдва Пресвятої Богородиці) — меморіальна дошка на місці поховання княгині Катерини Петровни Хованської (1757–1795).

## Зелені пам'ятки
У кінці вулиці знаходиться музей історії України у Другій світовій війні. Після цього вулиця повертає до Наводницької площі, а прямо після східців розташований музей. На великому майдані знаходиться пам'ятник Батьківщині-матері. Наприкінці знаходяться сходи, що ведуть до бульвару Миколи Міхновського біля мосту Патона. Як продовження смуги міських парків ліворуч розташований Печерський ландшафтний парк. У ньому проходить щорічна виставка квітів, а також на Співочому полі іноді виступають музичні колективи.

## Транспортне сполучення
До Лаврської вулиці найбільш зручно дістатися від станції метро «Арсенальна» (пройти до площі Слави). Від Звіринцю можна доїхати на тролейбусі маршруту № 38, від центру — на автобусом маршруту № 24. Маршрутні таксі сполучають вулицю з різними районами міста (наприклад, Китаїв, Деміївка — 470, Звіринець — 520). Також можна піднятися по сходах від бульвару Миколи Міхновського.